# Alberto Porfírio da Silva
Alberto Porfírio da Silva (Quixadá, 23 de dezembro de 1926 — Fortaleza, 23 de setembro de 2009) foi um escultor, xilogravurista, poeta cordelista popular e repentista brasileiro. Figura amada e respeitada no meio da cantoria e do cordel, foi considerado um dos expoentes da poesia popular cearense.

## Biografia
Porfírio desenvolveu sua leitura por meio de cordéis de Leandro Gomes de Barros, João Martins de Athayde, Luís da Costa Pinheiro e outros. Com a seca de 1942, em plena II Grande Guerra, partiu, com a viola e cantoria, para ganhar a vida. Porém, alistou-se como "soldado da borracha", desistindo pouco antes da partida. O navio que levou os demais companheiros foi torpedeado e todos foram mortos. Retornou aos estudos com mais idade, estudando na sala ginasial ao lado da de seu filho mais velho. Mais tarde, tornaria-se professor pela Universidade Federal do Ceará. O poeta popular recebeu das mãos da Condessa Pereira Carneiro, do Jornal do Brasil, menção honrosa especial pelos seus trabalhos como cantor-repentista.
Já com saúde debilitada em função de um Acidente Vascular Cerebral (AVC), Alberto Porfírio faleceu em 23 de setembro de 2009 devido complicações pulmonares de uma silicose causadas pelo constante contato com cimento, material utilizado em suas esculturas. Foi sepultado no cemitério da Parangaba, em Fortaleza. Deixou sete filhos, vinte netos e dez bisnetos.

## Obra
Foi autor de inúmeros cordéis além de publicar obras como Poetas Populares e Cantadores do Ceará (1977), Os Cem Sonetos, O Livro da Cantoria (1997), além de outras como Porque não aprendi a ler, No tempo da lamparina, Eu gostei mais foi do cão, Cantiga da Dorinha e A estátua de Jorge. Escreveu um livro de sonetos e outro sobre as noites de viola na Casa de Juvenal Galeno. 

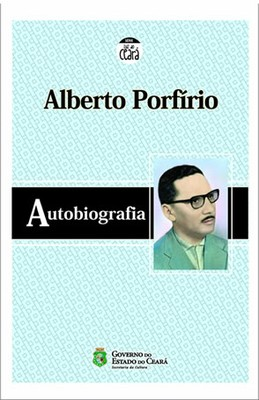
Capa da Autobiografia de Alberto Porfírio lançada pela SECULT

Viajou pelo Brasil divulgando a arte do repente e da poesia popular. Participou de pelejas, congressos e da fundação da Casa do Poeta Brasileiro em Brasília. Ministrou cursos de cantoria pelo rádio e criou esculturas em diversas partes do Brasil, dentre as quais a do Cego Aderaldo e de Domingos Fonseca. Depois do AVC e já com saúde debilitada, decidiu escrever sua Autobiografia narrando sua vida e sua obra em prosa e versos com lembranças de 1926 até 2006. Impedido de escrever com os próprios punhos, coube a sua filha transcrever para o papel o que era dito por ele. Lançada um ano após sua morte em solenidade na Casa de Juvenal Galeno, a autobiografia contém 350 páginas.
Esculturas de sua autoria encontram-se espalhadas por vários estados do Brasil.